# Sink or Swim (The Gaslight Anthem)
Sink or Swim is het debuutalbum van de Amerikaanse rockband The Gaslight Anthem. Het album werd uitgegeven op 29 mei 2007 via het platenlabel XOXO Records op cd en lp. Het is de jaren daarna meerdere malen heruitgegeven in de Verenigde Staten en Europa. In 2006 was onder eigen beheer al het demoalbum Sink or Swim Demo '06 uitgegeven met demoversies van de nummers "Drive", "We Came to Dance" en "The Navasink Banks". Dit werd later officieel uitgegeven door Devil Dance Records.

## Ontvangst
Het album werd over het algemeen goed ontvangen. Hoewel het weinig aandacht heeft getrokken van de mainstreammedia, werd Sink or Swim goed beoordeeld door recensenten van andere bladen en sites. Owen Heitmann van Unglued Reviews noemt het een "geweldig album dat niks verkeerd doet" en trekt vergelijkingen met Bruce Springsteen, het vroege werk van Against Me! en The Mescaleros, de begeleidingsband van Joe Strummer van The Clash, waar in een van de nummers verwijzingen naar wordt gemaakt. Chris Moran van Punknews.org trekt eveneens vergelijkingen met Against Me! en Bruce Springsteen, en noemt Swink or Swim "het type album dat de meeste bands zouden willen maken om hun muzikale carrière mee te beginnen." Mathias Möller van laut.de omschrijft het geluid van de band als een combinatie van The Ataris en Social Distortion en het nummer "Boomboxes and Dictionaries" als een punkrockversie van Don Henley's "The Boys of Summer".

## Nummers
1. "Boomboxes and Dictionaries" - 3:11
2. "I Coul'da Been a Contender" - 3:22
3. "Wooderson" - 2:11
4. "We Came to Dance" - 3:34
5. "1930" (Fallon, Rosamilia, Levine, Horowitz, Mike Volpe) - 3:48
6. "The Navesink Banks" - 2:48
7. "Red in the Morning" - 2:51
8. "I'da Called You Woody, Joe" - 3:21
9. "Angry Johnny and the Radio" - 3:00
10. "Drive" - 2:55
11. "We're Getting a Divorce, You Keep the Diner" - 3:11
12. "Red at Night" - 3:07

## Band
- Brian Fallon - zang, gitaar, harmonica, piano
- Alex Rosamilia - gitaar, achtergrondzang
- Alex Levine - basgitaar, achtergrondzang
- Benny Horowitz - drums, achtergrondzang